# Langues nouristanies
Les langues nouristanies ou pashayi ou pashai constituent une sous-branche des langues indo-iraniennes. Ces langues sont parlées, notamment dans le Nouristan, en Afghanistan, par environ 500 000 personnes.

## Langues kafires et langues nouristanies
Ces langues ont parfois été qualifiées de « langues kafires », terme péjoratif aujourd'hui abandonné, car faisant référence au nom donné par les musulmans aux habitants non islamisés de la région : « Kafir »,  qui signifie mécréants. On parle aujourd'hui de langues nouristanies pour décrire celles d'Afghanistan, ou « pashayi » afin d'inclure les dialectes apparentés du nord-est du Pakistan comme le kalasha.

## Une origine controversée[3]
Le premier à identifier les langues nouristanies est G.A. Grierson, qui en 1906 publie The Piśāca Languages of North-Western India. Malheureusement, il les regroupe avec les langues dardiques.
C'est le Norvégien Georg Morgenstierne qui établit plus tard que les langues dardiques sont clairement des langues indo-aryennes et que les langues nouristanies forment un groupe très différent. Par la suite, plusieurs hypothèses apparaissent qui tentent d'expliquer l'origine des langues nouristanies.

### La thèse iranienne
Cette thèse est celle de Sten Konow, reprise par M. Mayrhofer.

### La thèse indo-aryenne
Morgenstierne, à l'inverse, pense que ces langues sont une branche séparée des langues indo-aryennes.

### La thèse de la troisième voie
Georg Buddruss, lui, estime que ces langues se sont peut-être séparées des autres langues indiques dans les temps pré-védiques. Cela pourrait expliquer que de nombreux mots nouristanis soient plus proches de l'iranien que de l'indo-aryen.

## Liste des langues nouristanies
On compte parmi les langues nouristanies :
- L'ashkun
- Le kamviri
- Le kati (shekhani)
- Le prasun
- Le tregami (en)
- Le waigali